# Saphir
Pour les articles homonymes, voir Saphir (homonymie).

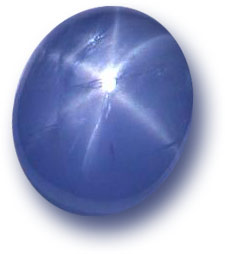
Star of India ("Étoile de l'Inde"), New-York, musée américain d'histoire naturelle. Il présente un astérisme remarquable.

Le saphir est une pierre précieuse. C'est une variété gemme du corindon pouvant présenter de multiples couleurs, sauf la couleur rouge (le corindon rouge est uniquement appelé rubis). On doit à Jacques Louis de Bournon d’avoir montré que le saphir (gemme orientale) et le corindon (spath adamantin) ne font qu’un.

## Étymologie
Selon Ferdinand Hœfer, « ce mot qui dérive de l’hébreu ou du chaldéen Saphar, graver, se retrouve avec de très légères modifications dans toutes les langues ; il paraît avoir été appliqué primitivement à toutes les pierres cristallisées propres à la gravure. »
On trouve également des saphirs de couleur rose, verte, jaune, violette et d'autres qui sont incolores ou avec d'autres tons. La variété bleue est la plus connue. La teinte rose-violacé ou rose-orangé, appelée saphir « Padparadja » ou « Padparadscha » (traduit du cinghalais par « fleur de lotus »), est la plus rare et la plus recherchée.

## Structure
Les saphirs sont constitués de cristaux d'oxyde d'aluminium (Al2O3) contenant des impuretés (oxydes) en traces qui leur donnent leur couleur (titane et fer pour le bleu, vanadium pour le violet, chrome pour le rose, fer pour le jaune et le vert). La couleur est due à l'apparition de niveaux énergétiques à l'intérieur de la bande interdite du corindon, du fait de la présence d'impuretés. Ces niveaux modifient les spectres d'émission et d'absorption du matériau et donc sa couleur.
Le saphir peut être traité thermiquement ; les pierres trop claires, trop sombres ou avec beaucoup d'inclusions, sont chauffées. Ce processus permet de rehausser couleur et clarté en dissolvant les éléments présents à l'état de traces dans la pierre.
On peut trouver des saphirs étoilés où l'astérisme est dû à la présence d'inclusions d'aiguilles de rutile cristallisées à 60° ou 120° dans la pierre. Le saphir étoilé est taillé en cabochon. Sous les rayons du soleil apparaît une étoile de 6 branches et plus rarement de 12 branches.

## Gisements

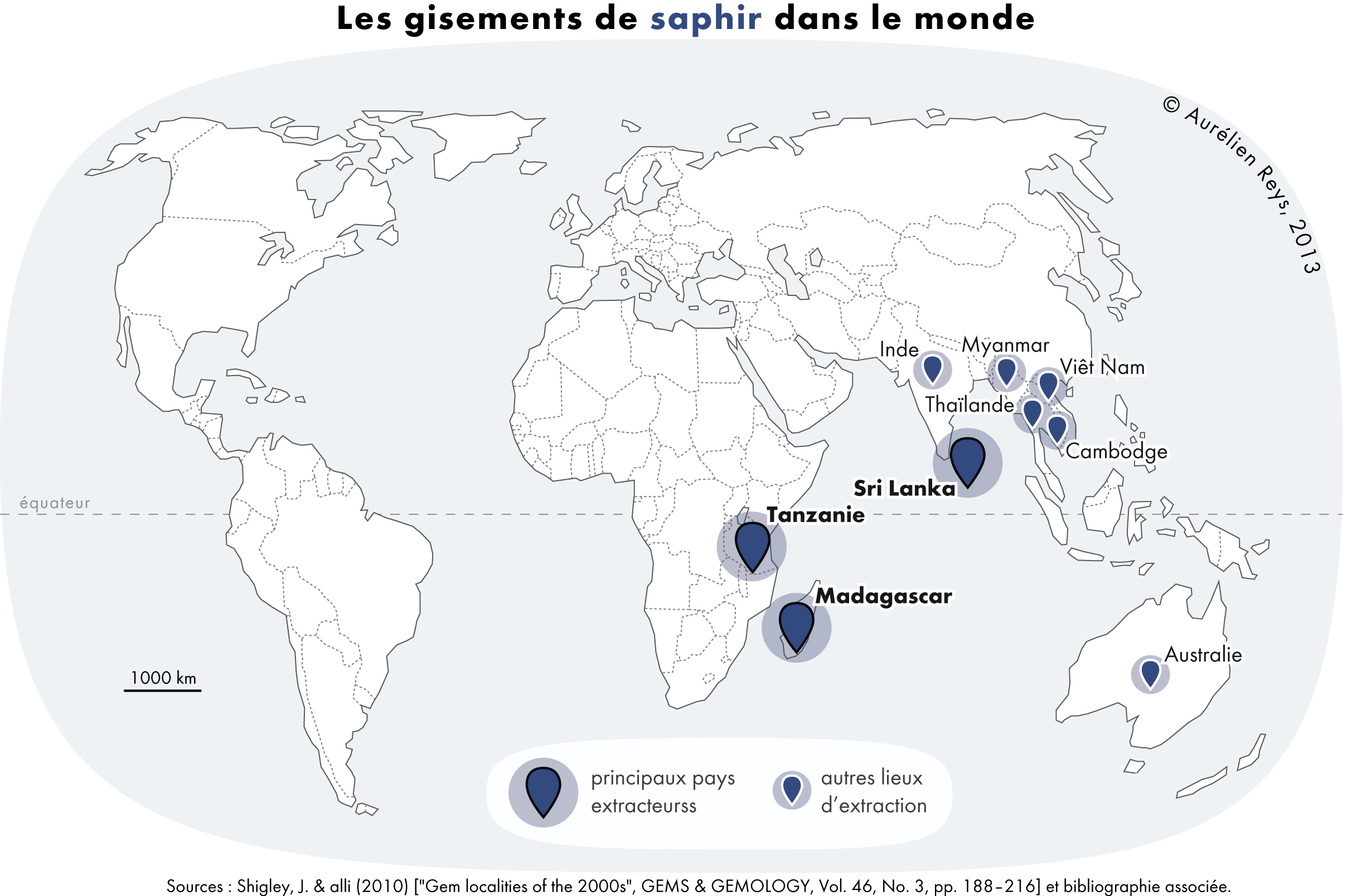
Carte des principaux pays producteurs de saphirs dans le monde.

On trouve des gisements de saphirs bleus dans de nombreux pays. Ainsi, les États-Unis et le Canada possèdent notamment quelques gisements où l'on trouve le corindon bleu. Cependant, à l'état natif, cette pierre est majoritairement présente dans les zones tropicales humides. On la trouve surtout à Madagascar (gisement d'Ilakaka), au Sri Lanka et en Birmanie mais également en Chine, en Inde, au Brésil, en Thaïlande et en Afrique. La majorité des pierres trouvées au Sri Lanka sont des geudas qui ont peu de valeur à l'état naturel, mais peuvent égaler en prix les saphirs les plus chers après un traitement thermique.
Les régions du Cachemire et de Ceylan sont les plus réputées pour les saphirs bleus, leur teinte tire sur le violet pour les saphirs du Cachemire et est d'un bleu éclatant pour ceux de Ceylan.
La France possède également des gisements de saphirs alluvionnaires en Auvergne, qui sont récoltés à la batée. La plupart d'entre eux sont petits, sombres et tirent sur le vert, mais certains peuvent dépasser le centimètre ou avoir une belle tonalité bleue. L'exploitation est uniquement artisanale, ce qui explique que ces saphirs soient peu répandus sur le marché.

## Synonymie
- Gemme orientale[8]

## Saphirs naturels
Les saphirs peuvent être classés suivant leur couleur :
- saphir bleu et autres variantes proches du vert au violet ;
- saphir rose, qui contient une forte concentration de chrome ;
- saphir orange-rosé : Padparadscha, spécifique du Sri Lanka ;
- saphir étoilé qui présente un phénomène de réfraction de la lumière dans de multiples directions ;
- saphir de couleurs variables : cas rare.

## Saphir synthétique
Depuis le début du XXe siècle, on sait fabriquer en laboratoire des saphirs synthétiques et des rubis synthétiques, dont la composition chimique et les propriétés physiques sont les mêmes que celles des pierres naturelles. C'est en 1902 que le chimiste français Auguste Verneuil a découvert une méthode de synthèse à l’égal de la nature. On peut cependant détecter ces pierres synthétiques par leurs lignes de cristallisation généralement incurvées, du moins pour les productions les plus anciennes. La fabrication de saphir synthétique est aujourd'hui au stade industriel.

### Applications

#### Horlogerie
Pour sa propriété de forte résistance aux rayures, le saphir synthétique est utilisé comme verre de montre.

#### Optique
Le saphir est très utilisé dans des applications optiques du fait de sa grande résistance et de ses bonnes propriétés optiques avec une bonne transmission des UV (200nm) aux infrarouges (5,5 µm).
Du fait de sa dureté élevée, le saphir est une matière relativement difficile à travailler optiquement ; elle nécessitera des équipements spéciaux et des temps de travail supérieurs aux autres matières optiques.
La matière est pour cette raison également peu utilisée pour des composants optiques de formes complexes comme des lentilles, mais principalement utilisée pour la réalisation de fenêtres optiques que l'on verra notamment pour :
- les smartphones[11] ;
- l'endoscopie ;
- certains lasers de haute puissance ;
- la spectroscopie ;
- les douchettes à code-barres.

#### Défense
Les dômes de saphir sont utilisés comme tête optique sur certains missiles.

## Quelques saphirs célèbres
- Saphir « Black Star of Queensland », 733 carats, étoilé et brun foncé.
- Saphir étoilé « Star of India », 563,35 carats, musée américain d'histoire naturelle de New York.
- Saphir « Logan », 423 carats, le plus gros saphir bleu.
- Saphir « Nertamphia », 216 carats.
- Saphir d'Édouard le Confesseur, peut-être retaillé pour la couronne impériale d'apparat (1937).
- « Star of Bombay » (« Étoile de Bombay ») est un saphir du Sri Lanka de 182 carats. Cette pierre est conservée au Smithsonian Institution de Washington. Elle fut offerte par Douglas Fairbanks à son épouse, Mary Pickford, qui la légua à l'institution gérée par le Gouvernement américain[13],[14].
- Le « Mackey », 159 carats, grand saphir bleu monté sur le « collier Feuillage » conçu par Frédéric Boucheron en 1877 pour Marie-Louise Mackey.
- Le « Grand Saphir » de Louis XIV, 135,8 carats soit 27,16 g, qui possède seulement six faces et est connu pour sa forme de rhomboïde. Louis XIV l'acquiert en 1669, soit très peu de temps après son grand diamant bleu et il devient la troisième gemme des Joyaux de la Couronne de France[15]. En 1796, il est confié au Muséum national d'histoire naturelle à Paris, où il est toujours conservé[16]. Des analyses gemmologiques ont montré que la gemme est originaire de Sri Lanka[17]. Cette gemme fut confondue jusqu'en 2013 avec un autre saphir, le « Ruspoli »[18].
- Saphir « Ruspoli », 137 carats, de poids similaire à celui du Grand Saphir mais de facettage différent (dit « en coussin à double dentelle »[18]) : un moulage en fut retrouvé en 2013 au Muséum national d'histoire naturelle[18]. L'origine de ce saphir est controversée et en partie légendaire : un vendeur de cuillères en bois au Bengale l'aurait découvert, puis il est en possession du prince italien Francesco Maria Ruspoli au XVIIe siècle. Il est l'objet d'un procès entre 1811-1813 et est revendu ensuite à Henry Philip Hope[18]. On perd ensuite sa trace. Selon François Farges, minéralogiste du Muséum national d'histoire naturelle qui a retrouvé ces informations[18], il est possible que ce saphir ait été monté en frontal sur un kokochnik ayant appartenu à la grande duchesse Pavlovna puis à Marie de Roumanie et à sa fille Iléana[18] qui l'aurait ensuite revendu à un joaillier américain dans les années 1950[19].

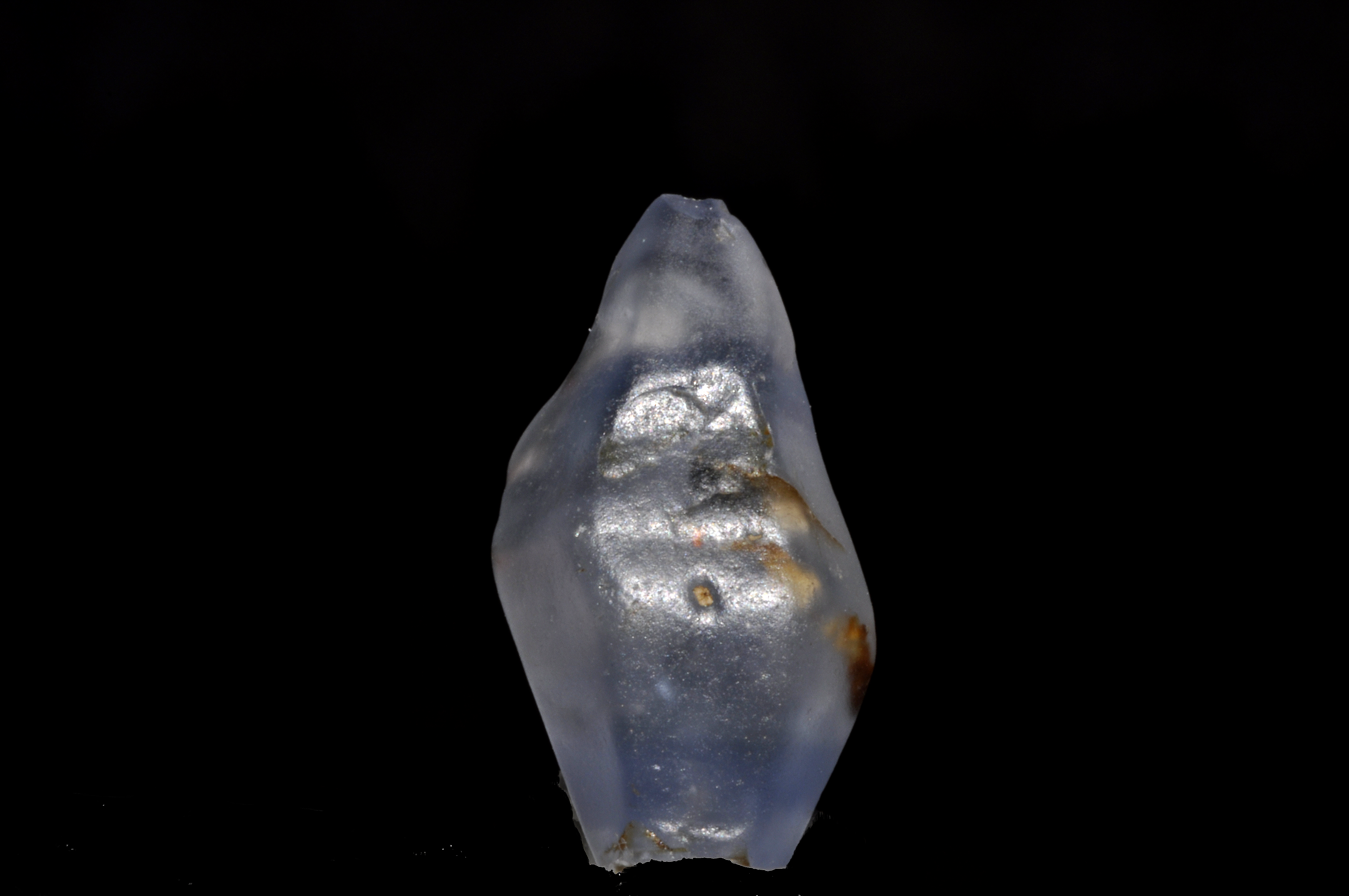
Cristal de corindon Ratnapourtna, 2,2 cm.
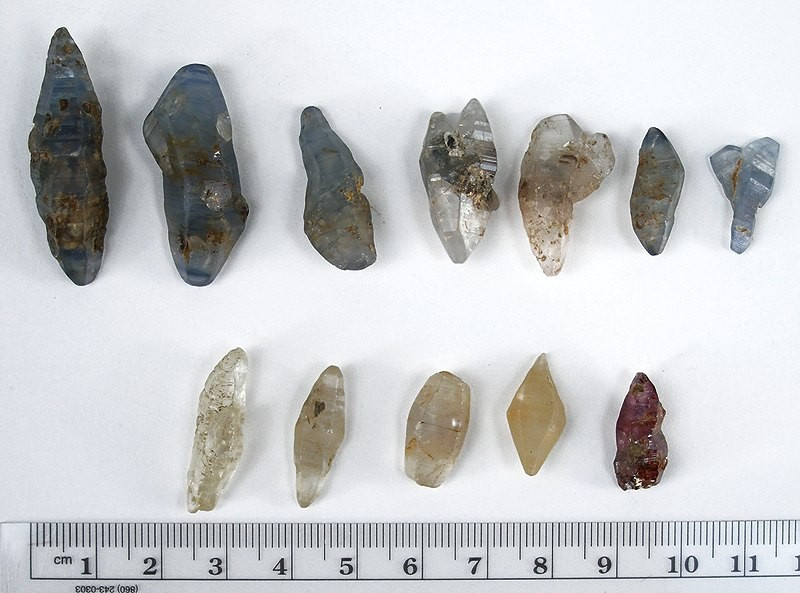
Variété de corindon Sri Lanka.